# 福島第一核電廠事故時間軸

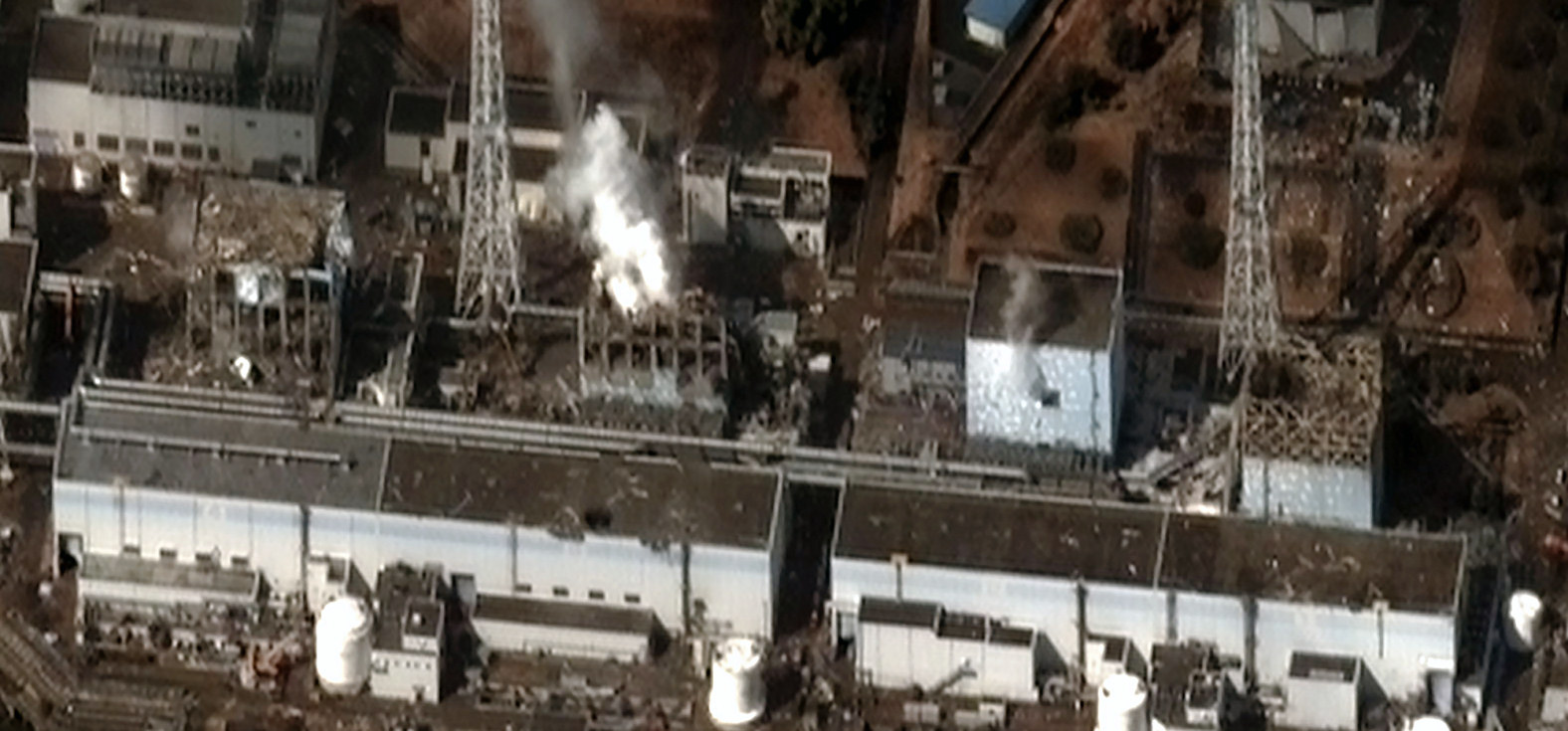
3月16日衛星拍攝的福島第一核電廠影像。從右至左分別是在事故中嚴重損壞的1號機至4號機組。

福島核電廠事故時間軸以时间轴形式介绍了福岛第一核电站事故的時間、事件歷程。
在3月11日地震之後，核子工程國際組織（Nuclear Engineering International）報告1號機、2號機和3號機都已自動停機，而4號機、5號機和6號機正在進行維修，並沒有開啟運轉。由於整個災區電力停擺，廠區的用電，特別是作為冷卻用途的電力只能靠核電廠本身發電供應。因為主發電設施停止運轉，必需依賴緊急柴油發電機供應冷卻系統所需要的電力，但是柴油發電機已被先前地震引起的海嘯損壞，只運作了一小時就先後失去功能。雖然反應爐已自動關閉，內部的核能燃料仍舊需要冷卻系統除去衰變熱（decay heat）。工程師改用電池供給反應堆控制與閥門所需要的電力，這些電池只能使用幾個小時，日本自衛隊運送更多的備用發電機和電池到福島第一核電站。由於冷卻系統故障，日本政府於3月11日宣布進入「核能緊急事態」。

## 2011年3月

### 11日
日本標準時間14時46分，規模9.0大地震和稍後引發的大海嘯重創日本東北地方太平洋沿岸。由於福島第一核電廠的反應爐冷卻系統發生故障，日本政府宣布進入「核能緊急事態」。21時23分，日本政府發布第一道撤離命令，半徑3公里內居民應撤離，半徑10公里內居民應待於屋中。大海嘯造成兩名東京電力公司的員工殉難於4號機地下室。

### 12日
05時44分，日本政府發布第二道撤離命令，半徑10公里內居民應撤離。
15點36分，1號機所在地的建築發生爆炸。四名員工因此受傷，都已被送往醫院治療，幸無大礙。反應爐建築物的屋頂及外牆的上半部分被炸毀，只剩下不銹鋼樑架，圍阻體並未遭到損壞。為了降低圍阻體內部的壓強，東京電力公司（簡稱「東電」）將氫氣和蒸氣排出圍阻體，同時外釋出大量放射性物質。東電又開始使用海水來緊急冷卻，此舉會永久地損壞反應爐。
18時25分，日本政府三度發出撤離命令，半徑20公里內居民應撤離，影響17萬至20萬居民。政府建議在疏散區之外10公里生活的民眾盡量待在室內，避免出門。反應爐外釋的核分裂產物，特別是放射性碘-131，促使日本官員分發碘片給附近居民。

### 13日
3號機疑似也可能發生部分爐心熔毀。根據東電於13點整發表的通訊，發生氫氣爆炸的1號機注入海水與硼酸，這是為了要冷卻與阻止進一步核反應。由於反應爐的氣壓過高，3號機已經排氣。之後，為了要吸取中子，又灌入含有的硼酸的水。雖然2號機圍阻體內的氣壓很高，遮掩燃料棒的水位也比正常低，由於冷卻系統仍舊能夠將水注入，水位相當穩定。同日日本核能研究開發機構宣布，依照國際核事件分級表，將福岛事故分級為第四級核事故。政府官員談到爐心熔毀的可能之後，大約170,000–200,000名居民已被疏散至安全地區。而法國則認為問題比日本官方宣稱的更嚴重，是第六級事故。

### 14日
3號機反應爐建築物發生氫氣爆炸，並且有白煙冒出。東電猜測，反應爐圍阻體仍舊無恙。法國原子能安全委員會的主席認為，這事故應該調升為國際核事件分級的5級（具有場外風險事故）或甚至於6級（重大事故）。

### 15日
清晨6點10分，2號機傳出爆炸聲。這次爆炸可能損壞了圍阻體底部的抑壓室（將蒸氣冷卻為水的地方）。輻射劑量率（965.5微西弗每小時）已超過法定基準（500微西弗每小時）。核電廠內800名工作人員中，不必要人員都開始撤離，只留下50名人員執行极度危险的冷卻工作。
9點40分，4號機乏燃料池發生火災。通常員工會用淡水遮掩冷卻乏燃料池內的乏燃料棒。但是在大地震後，由於冷卻系統故障，水位太低，造成乏燃料棒過熱著火。兩個小時之後，火災才被撲滅。輻射級位迅速飆高，但稍後逐渐降回。在3號機附近一處地方檢測到輻射劑量率400毫西弗每小時。

### 16日
國際原子能總署總幹事天野之彌在維也納宣佈，計畫明日飛往日本，親自視察福島核電廠狀況，並與日本對方研談是否需要幫助。天野之彌準備派遣總署的核能專家在第一時間飛往日本。

### 17日
早晨，自衛隊直升機四次從空中澆灑水於於3號機與4號機的乏燃料池。下午，自衛隊確認，4號機的乏燃料池已盛滿水，所有乏燃料棒都被水遮掩。將廠外電源連接至每個機組的工作開始進行。晚上7點整，消防員試圖用裝備有高壓水管的消防車將水注入3號機。東電通知國際原子能總署，工程人員正在鋪設電纜連結廠外電力至2號機。
Chuo建築公司董事長Kazunori Hasegawa，在電視上看到直升機救難之後，立刻打電話給政府，願意借給東電兩台混凝土泵車。這樣，東電可以用泵車直接噴水到反應爐內部。但是，沒有得到任何回應，一直到三天後，東電才回答要等待其它類似泵車抵達福島。

### 18日
凌晨3點整，東京消防局派出30部消防車、139名消防隊員和搜救隊；其中，有一部消防車裝備有22公尺長噴水臂。連續第二天，在核電廠西北方30公里遠的地方檢測到150微西弗每小時的高輻射劑量率。日本官方將1號機的冷卻系統故障與爐心損壞升級為國際核事件分級的第5級，並且給予2號機、3號機同樣的分級。4號機乏燃料池缺水定為第3級。截止於11點整，在24小時內，核電廠的輻射劑量率從351.4降低至265微西弗每小時，但是不清楚這是否是因為噴水冷卻所達成的結果。

### 19日
由100名東京消防員與53名大阪消防員組成的第2隊參與搶救，替換先前派遣的第1隊。他們使用22公尺高噴水臂噴水來冷卻3號機內部的乏燃料池。

### 20日
2號機與廠外電源連接，恢復通電，但是，仍需要修復很多設備。6號機的柴油發電機已經修復，可以供電冷卻5號機與6號機。這兩機組回復至冷停機狀態，乏燃料池內部溫度回復正常。東電表示，3號機壓力容器的壓強正在升高，可能需要排氣降壓。稍後，東電決定不需這樣做。枝野幸男首先確認，事故結束後，嚴重損壞與汙染的核電廠會被關閉。

### 21日
15點55分，3號機東南角發現又冒出灰煙，這打斷了正在進行的修復工作。在3號機工作的員工立刻撤離。但是，檢測輻射量並沒有發現任何改變，反應爐的狀態也仍舊一樣。一直到17點55分，3號機才停止冒煙。在18點22分，2號機發現冒出白煙，大概是蒸汽，檢測到的輻射劑量率也短暫地跟著升高。員工鋪設了一條傳輸電力的電纜到4號機。不再需要依靠柴油發電機，5號機已得到廠外電源供電。

### 22日
2號機與3號機仍舊在冒煙，但是比較稀薄。專家認為這是噴水造成的蒸氣。由於輻射劑量率並沒有特別改變，專家認為可以安全重返工作。恢復電力供應的工作繼續不斷，4號機接妥電纜，所有6個機組都已連接到廠外電源，3號機與4號機共同的控制中心辦公室又重新大放光明。

### 23日
下午，3號機又冒出煙霧，這次是烏黑濃煙，因而促使工作人員再次撤離。從空中錄影，可以觀測到嚴重損壞的3號機裏面，在濃煙底部，似乎有小火正在燃燒。1號機的給水系統已修復，大大增加了注水功能。枝野幸男建議，東京的飲用水已檢測到高輻射含量（約為嬰兒攝取量的兩倍），不應該用來製作嬰兒食品。由德国普茨迈斯特机械公司制造的58公尺泵车开始向反應爐建築注入海水。

### 24日
1號機、2號機與3號機繼續海水注入作業。核電廠附近的輻射劑量率降低至200微西弗每小時。1號機控制室恢復照明。三名員工在渦輪機房鋪設纜線時，不小心踩到具有強烈放射性的污水裏，並且在大約15公分深的污水裏足足工作了40到50分鐘，由於其中兩位員工並沒有穿著保護鞋，他們的足踝以下皮膚因此接受到大約2-6西弗的輻射量，現已在醫院治療。積水的放射性活度比正常高出10,000倍，大約為3.9 兆貝克每毫升。原子能安全保安院（簡稱「保安院」）官員表示，3號機反應爐內的燃料棒已經損壞。從直升機用紅外線檢測各個機組，顯示出1至4號機的反應爐表面溫度繼續下降，在11-17 °C之間，3號機的乏燃料池溫度大約為30 °C。

### 25日
1號機、2號機與3號機的壓力容器都可能已遭受破壞。與其它機組不同，只有3號機使用含有鈽元素的混合氧化物核燃料。「保安院」官員懷疑3號機正在外洩輻射物質。共同通訊社報導，1號機和2號機的渦輪機房發現高輻射汙水於。美國海軍派出兩艘大型平底船，共載有1.89百萬公升（500000加侖）的淡水，預期會在兩天內抵達災區。日本政府宣佈，由於生活必需品補給很困難，核電廠附近20至30公里自願疏散區域內，鼓勵居民自願疏散，政府會免費供應交通與其它援助。根據政府檢測數據，東京的自來水很安全，嬰兒可以飲用，不必擔心。核電廠冷卻水出水口外330公尺海域檢測到碘-131的放射性活度為50貝克勒每毫升，比正常值高出1250倍。

### 26日

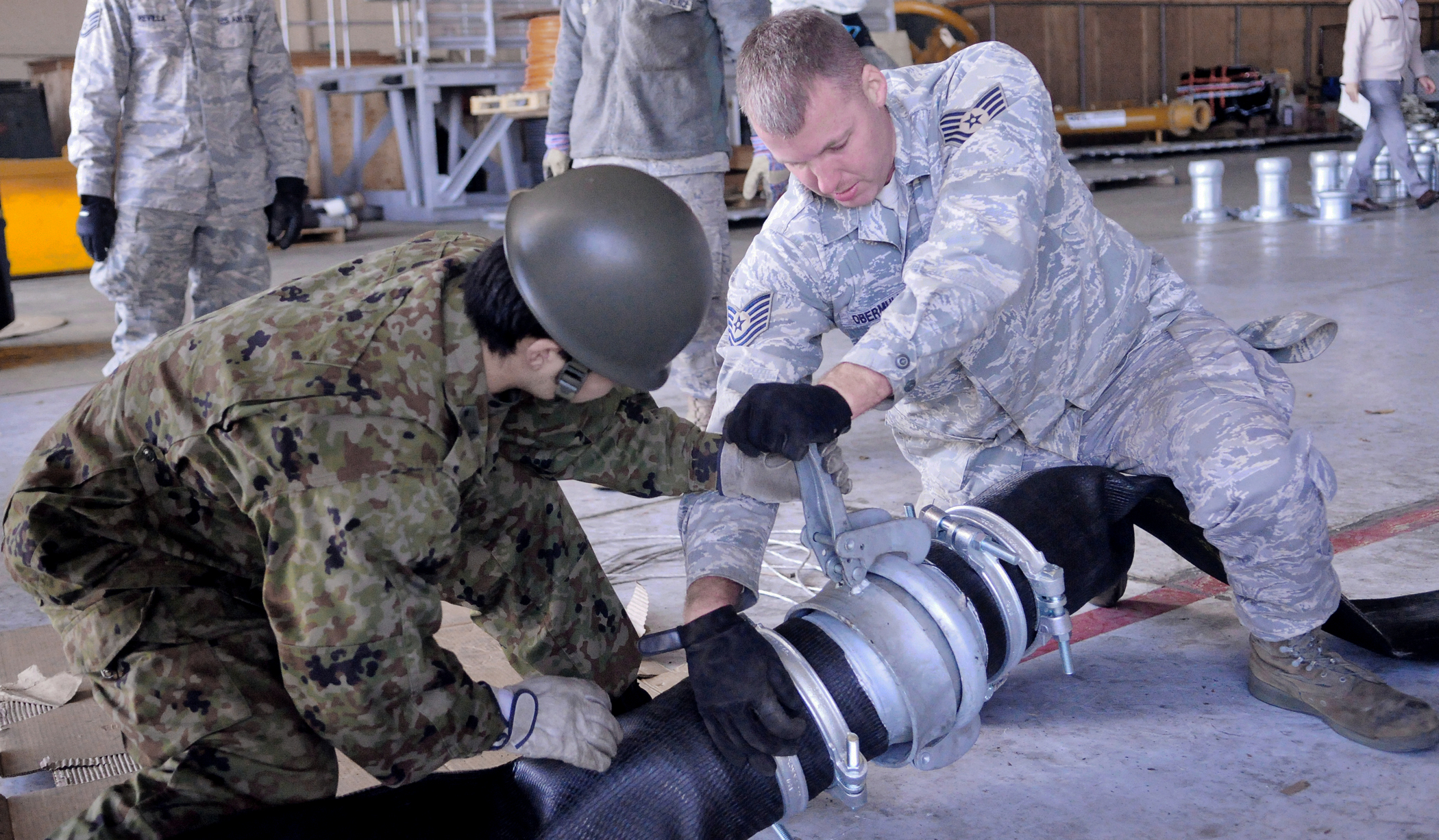
搶救工人努力連接外國捐贈的高壓水泵。

1號機、2號機與3號機反應爐的海水注入作業已停止，改換回使用淡水降溫。附近的輻射劑量率已降低至仍舊很高的170 微西弗每小時。日本海上自衛隊從橫須賀海軍基地拖曳的兩艘美國海軍大型平底船如期抵達福島，供應了大量淡水。

### 27日
2號機與3號機渦輪機房內的積水分別檢測到輻射劑量率超過1000與750毫西弗每小時。東電錯誤地報告，這2號機測值比正常值高出1000萬倍。東電後來被迫收回這報告並且對此事件公開致歉，歸咎為不正確的碘-134測值（後來東電再次檢測，得到的測值低於限值）。保安院指出，輻射級位高於1000毫西弗每小時，確信這是核分裂產物，但不確定這是怎樣從反應爐外洩的。高輻射級位耽擱了技工修復淡水冷卻系統的工作。横田空軍基地的美國空軍技工特別製成了「轉接閥門」，能夠將國際捐贈的水泵系統連接至現有福島設施。陸上自衛隊對於已損核電廠拍攝的空中錄影顯示出，至今為止，最清晰、最詳細的觀察：
- 白色蒸氣從2號機、3號機與4號機建築物騰騰散發出來。
- 1號機屋頂已垮塌。
- 2號機屋頂已嚴重損壞，但仍舊存在。
- 3號機屋頂已在兩週前的氫氣爆炸事件中被炸掉。
- 4號機外牆也已倒塌。

### 28日
日本原子力安全委員會宣佈，強烈地懷疑，在2號機反應爐爐心，熔毀的燃料棒所外釋的放射性物質已藉著圍阻體內的水媒介，通過未知路徑，外洩至渦輪機室，造成積水的輻射級位飆高。為了減少漏水，東電將灌水率從每小時16公噸降低到每小時7公噸。這可能會促使反應爐內部溫度升高。由於汙水的輻射級位過高，修復1至4號機冷卻水泵與其它用電系統的工作被迫停止進行。東電確認，從21日至22日，在5組樣品裏，檢測到低量鈽元素。在核電廠內兩處地點檢測到，相對於Pu239與Pu240，更高濃度的Pu238，這意味著核事故造成的汙染已經到達了這兩處地點。不論如何，檢測到的鈽元素總量值，大約等同於過去因大氣層核子彈試爆所造成的背景鈽元素量值。

### 29日
東電繼續灌水作業。東電發現，從建築物溢流出來的輻射汙水，快要填滿外面的管線坑道了。在建築物內部與外部的高輻射汙水，給予技工們很大的困擾，阻礙他們修復反應爐的冷卻系統和其它自動系統。通用電器公司的沸水反應爐安全研究部門前主管Richard Lahey推測，2號機的爐心熔毀可能已經穿透了壓力容器底端。這喚起了放射性物質嚴重外洩的顧慮。

### 30日
東電會長勝俣恆久在一個新聞發表會宣佈，現在尚不清楚該如何解決核電廠的諸多問題。目前亟需解決的困題是如何回收大量的輻射污水。還有，使用海水降溫會造成海鹽累積於反應爐內部，引起管道阻塞、金屬腐蝕等等問題，需要儘快去除。公司正在研究在反應爐四周建築一道新的混凝土圍牆來圍堵輻射，類似在車諾比核能電廠事故使用過的搶救方法

### 31日
由於輻射汙水的過度外洩會造成環境大幅度汙染，1號機附近管線坑道的大量輻射汙水，都被泵入4號機旁的儲存槽內。渦輪機房的高輻射級位嚴重阻礙員工搶救作業，為了要降低渦輪機房的輻射級位，必需將渦輪機房地下室的汙水抽至冷凝器，但是冷凝器都已盛滿，所以需先將2號機和3號機的冷凝器內部的水，用水泵抽取至建築物外面的儲存槽。這樣，冷凝器可以容納更多從反應爐出來的汙水。兩台全世界最大的混凝土輸送泵，70公尺普茨迈斯特泵正在從美國運輸到日本的路途中，預計一週內可以抵達福島。剛開始，經過改裝後的普茲邁斯特泵會被用來抽取冷卻水。稍後，搭建任何遏止放射性物質擴散的永久建築物，會使用普茲邁斯特泵輸送所需的混凝土。中國的三一重工也捐贈了一台62公尺混凝土泵車馳援福島。

## 2011年4月

### 1日
東電表示，在1號機附近的地下水含有高濃度放射性碘元素，濃度為正常的一萬倍，但是保安院懷疑這數據的正確性，催促東電多做幾次檢測核對結果。為了避免再次發生氫氣爆炸，東電擬將氮氣注入1號機壓力槽。又有兩台62公尺普茲邁斯特混凝土泵車，將會從德國空運到日本，很快就會參與救災。

### 2日
在2號機附近的一個纜線通過的豎井內，發現有一個20公分裂縫，不斷地外洩輻射汙水到大海裏。汙水的輻射級位為每小時1西弗。東電正在準備灌入混凝土，希望能夠堵住漏水。

### 3日
東電確認，自從3月11日就杳無音訊的兩名員工已經殉職，年尚未滿25歲。他們看來好像是在4號機的渦輪機房進行大地震後的檢查時，由於遭受到大海嘯衝擊，造成身體多處流血損傷致死。2號機附近豎井的堵漏工作不幸失敗，混凝土無法按照正常方式凝固。東電又嘗試注入高分子聚合物、木屑、報紙等等吸水後會膨脹的物質，但是仍舊無法堵漏。核電廠區內的輻射級位繼續緩慢降低或趨向穩定。

### 4日
東電開始將一萬公噸的低輻射汙水從儲存槽排入大海。東電表示，這是無可奈何之舉，必需先騰出足夠空間，容納機組內累積的高輻射汙水，員工才能夠安全無慮地在機組內修復各種冷卻與控制系統。在核電廠附近海域取樣檢測出放射性銫元素，含量是安全標準的一百一十萬倍。

### 5日
在核電廠附近海域取樣檢測出放射性碘-131，含量是安全標準的七百五十萬倍。
東電員工在豎井附近鑽孔，注入顯跡素。經過一番努力，終於在下午，觀察到含有顯跡素的汙水從豎井內的裂縫流出。一小時後，員工將凝聚劑注入孔內。員工又鑽孔至豎井下方的礫石，然後注入1500公升的水玻璃（矽酸鈉）。

### 6日
凌晨5點38分，東電確認，五日所進行的堵漏行動成功，輻射汙水已停止從豎井洩漏至大海。士氣大振，東電繼續注入凝聚劑，總共注入了6000公升凝聚劑。
儘管南韓政府，蘇俄科學家和日本漁夫提出嚴重抗議，日本政府仍舊批准將1萬1500公噸的低輻射污水排放入海，騰出足夠空間來儲存高輻射污水。
在福島第一核電廠以南50英里的茨城縣北茨城市海域，捕獲到的玉筋魚檢測出碘-131的放射性活度為每公斤4000貝克勒，政府設定的標準為每公斤2000貝克勒。更麻煩地是檢測出鍶-137的放射性活度為每公斤447貝克勒。鍶-137的半衰期為30.17年，碘-131的半衰期只有8天。鍶-137會長期的殘留汙染福島附近海域。。
東電決定對1號機圍阻體注入氮氣，以減低氫氣爆炸之可能性。

### 7日
1點31分，開始將氮氣注入1號機圍阻體。
23點32分，又發生規模7.1強烈餘震，宮城縣立刻發佈海嘯警報，直到90分鐘後才解除。大多數在核電廠的員工都暫時撤離。東電表示，這餘震沒有造成任何損壞。
但是，對於1號機作的檢測顯示出，在餘震後，溫度顯然升高，乾井的輻射劑量率也飆漲超過儀器最高值100西弗每小時。反應爐壓強表前十天檢測的結果顯示，壓強穩定增長。

### 9日
東電仍舊努力灌水，希望能夠繼續冷卻反應爐，避免爐心進一步熔毀。兩架俄國安托諾夫An-124超大型運輸機分別從美國亞特蘭大與洛杉磯起飛。每架機上載運著一部特大混凝土輸送泵，準備運送至日本。這兩部200萬美元混凝土輸送泵可以從兩英里外遙控操作，噴灌水注至損壞的反應爐
東電尚未計畫採用車諾比的方法來解決這次核事故。車諾比的方法是用混凝土將整個反應爐封閉埋葬。假若東電改變計畫，混凝土輸送泵可以按照新計畫改裝配適，用來澆灌混凝土。

### 11日
17點16分，福島縣濱通地區發生規模7.0強烈地震，造成1號機與3號機暫時失去廠外電力。因此，1號機與3號機的冷凝劑注入工作中斷了50分鐘。美国租用的俄国运输机运送美国正使用的两台70米高,95吨级的普茨迈斯特泵车前往日本.

### 12日
保安院針對福島第一核電廠的總體狀況，以估計的總外釋輻射量為主要因素，決定將這事故升級為第七級核事故。車諾比核事故的總外釋輻射量，仍舊比這次事故的外釋輻射量多很多，大約是這次事故到現在為止外釋輻射量的十倍。
由於偵測器錯誤地警告4號機乏燃料池已灌滿，使得冷卻作業短暫停止。之後，乏燃料池溫度升高至90 °C，在乏燃料池上方6公尺檢測到的輻射劑量率飆跳至84毫西弗每小時。

### 17日
東電宣佈，1至4號機的冷卻系統已無法使用，必需汰舊換新。

### 18日
美國聯合通訊社報導，iRobot公司的兩個軍用機器人進入了1號機和3號機，並且執行了檢測溫度、壓強、輻射量等等任務。這兩個機器人可以打開和關閉各種各樣的門，在反應爐建築物內遊走自如。它們檢測到1號機和3號機內部的輻射劑量率分別為49毫西弗每小時和57毫西弗每小時，仍舊非常高。東電表示，這些數據不會改變公司在年底關閉核電廠的計畫。今後，東電會派出更多機器人執行任務，但是，最終還得倚賴真人進入這些建築物。
為了避免放射性汙塵四處飛散，一種「放射性物質飛散防止劑」被試驗噴灑在「放射性廢料處理廠房」附近1200平方公尺土地上。

### 19日
東電開始將2號機地下室與隧道內的高輻射汙水，轉移到放射性廢料處理廠房。

## 2013年

### 7月22日
東電表示，核电站內的放射性污水正洩漏流入太平洋，當地漁民與核子監督機構的專家早先就懷疑會發生這問題。而東電先前堅決否認這問題的存在。因此，日本總理安倍晋三命令政府介入處理這緊急問題。

### 8月20日
核电站又發生一起事件，多達300噸的高輻射濃度污水從污水儲存槽外洩。這污水足以對於附近工作員工的健康有害。這次污水外洩事故被評為國際核事件分級表中的第三級。

### 8月24日
東電表示，导致福岛第一核电站蓄水罐存储的放射性污水大量泄漏的原因是蓄水罐变形。此前东电曾经用橡胶圈对蓄水罐进行了密封，防止蓄水罐变形，但是，近日橡胶圈可能已经因老化而丧失功能。

### 8月26日
日本政府採取緊急措施，直接出面解決外洩問題，避免這問題變得更嚴重，這動作顯示出政府對於東電缺乏信心。

### 9月3日
日本福島第一核電站的輻射汙水持續外洩流入大海，日本政府準備投入470億日圓經費阻止外洩，並且建設凍土牆與除汙裝置。

### 9月19日
日本首相安倍晉三親自視察福島第一核電站並且做出指示，除了先前除役的四個反應爐以外，完好但停機的第五、六號反應爐也應報廢，專心處理汙水問題。安倍說：「此行目的正是要親自見證。」

### 11月18日
東電開始將4號機的燃料棒取出，最先取出的是尚未使用的202支，然後再取出已使用的1331支。這些燃料棒將被搬移儲存在100公尺以外的共同強化池，大概需要費時一年才能完成這些工作。

## 註腳
1. ↑  . Nuclear Engineering International. March 11, 2011  [March 11, 2011]. （原始内容存档于2011年4月18日）.
2. ↑  . IAEA Alert Log. International Atomic Energy Agency.   [March 12, 2011]. （原始内容存档于2011-06-28）.
3. ↑  Massive earthquake hits Japan （页面存档备份，存于） World Nuclear News, March 11, 2011 2148h GMT (update 8)
4. ↑  Scott DiSavino. . Reuters. March 11, 2011  [March 11, 2011]. （原始内容存档于2015-10-01）.
5. ↑  Los Angeles Times. Japan trying to prevent meltdown at nuclear plant in Fukushima （页面存档备份，存于）. March 11, 2011.
6. ↑  Wald, Matthew L.,. . The New York Times. March 11, 2011  [March 11, 2011]. （原始内容存档于2014-08-12）.
7. ↑   (PDF).   [2011-04-12]. （原始内容 (PDF)存档于2013-01-28）. Seismic Damage Information (19th press communicate released by Nuclear and Industrial Safety Agency on 08:30 13 March 2011).
8. 1 2 3   (PDF).   [2011-04-09]. （原始内容 (PDF)存档于2012-06-18）.
9. ↑  Takahara, Kanako, "Two missing Tepco workers found dead （页面存档备份，存于）", Japan Times, 4 April 2011, p. 1.  The two workers were Kazuhiko Kokubo, 24, and Yoshiki Terashima, 21.  Their bodies were found 30 March 2011.
10. ↑  World Nuclear News. . World Nuclear News. 12 March 2011  [12 March 2011]. （原始内容存档于2012-07-23）.
11. ↑  Kihara, Leika. . Reuters. 12 March 2011  [2011-04-09]. （原始内容存档于2015-09-24）.
12. ↑  Steve Mirsky Nuclear Experts Explain Worst-Case Scenario at Fukushima Power Plant （页面存档备份，存于） Scientific American 12 March 2011
13. ↑  . mirror.co.uk. 11 August 2009  [13 March 2011]. （原始内容存档于2011-09-17）.
14. 1 2  Associated, The. . Google.   [13 March 2011]. （原始内容存档于2011-03-25）.
15. 1 2  Mufson, Steven. . The Washington Post. 13 March 2011  [13 March 2011]. （原始内容存档于2011-04-12）.
16. ↑  Tabuchi, Hiroko; Wald, Matthew. . The New York Times. 13 March 2011  [13 March 2011]. （原始内容存档于2021-04-15）.
17. 1 2  . TEPCO. 13 March 2011  [13 March 2011]. （原始内容存档于2018-06-13）.
18. ↑  Maeda, Risa. . Reuters. 12 March 2011  [12 March 2011]. （原始内容存档于2015-10-06）.
19. ↑  .   [2011-04-02]. （原始内容存档于2016-11-04）.
20. ↑   (新闻稿). Tokyo Electric Power Company. 14 March 2011  [2011-04-22]. （原始内容存档于2011-04-02）.
21. ↑  French nuclear agency rates Japan accident 5 or 6 （页面存档备份，存于）, Reuters UK 15 March 2011
22. ↑  McCurry, Justin. . The Guardian. 13 March 2011  [13 March 2011]. （原始内容存档于2013-06-01）.
23. ↑  .   [2011-04-22]. （原始内容存档于2017-12-01）.
24. ↑  Hiroko Tabuchi, Keith Bradsher, Matt Wald. . The New York Times. 14 March 2011  [2011-04-22]. （原始内容存档于2018-07-10）.
25. ↑  . Kyodo News. 15 March 2011  [2011年4月22日]. （原始内容存档于2011年3月17日）.
26. 1 2 3 4 5  .   [2011-04-02]. （原始内容存档于2014-09-05）.
27. ↑  . Yomiuri Shimbun. Japan.   [23 March 2011]. （原始内容存档于2011-03-18）.
28. ↑  . Yomiuri Shimbun. 17 March 2011  [2011-04-22]. （原始内容存档于2011-03-18）.
29. ↑  . Yomiuri Shimbun. 16 March 2011  [2011-04-22]. （原始内容存档于2011-03-18）.
30. ↑  Takahara, Kanako, and Alex Martin, "Copters, trucks try to cool fuel rod pool （页面存档备份，存于）", Japan Times, 18 March 2011, p. 1.
31. 1 2  Higgins, Andrew, "Early disorder intensified Japan’s crisis", Washington Post, 19 April 2011, retrieved 21 April 2011.
32. ↑  . .nhk.or.jp.   [18 March 2011]. （原始内容存档于2014-06-21）.
33. ↑  . nhk.co.jp.   [18 March 2011]. （原始内容存档于2011年3月25日）.
34. ↑  Takahara, Kanako, and Kazuaki Nagata, "Workers battle against time （页面存档备份，存于）", Japan Times, 19 March 2011, p. 1.
35. ↑  . NHK. 19 March 2011  [2011年4月2日]. （原始内容存档于2011年4月14日）.
36. ↑  放水支援で大阪市消防局部隊 （页面存档备份，存于）, Sankei newspaper 19 March 2011
37. ↑   (PDF). JAIF. 20 March 2011  [2011-04-02]. （原始内容存档 (PDF)于2012-07-23）.
38. ↑   (PDF).   [2011-04-12]. （原始内容 (PDF)存档于2011-05-01）.
39. ↑  . World Nuclear News. 20 March 2011  [2011-04-02]. （原始内容存档于2011-04-12）.
40. ↑  Tabuchi, Hiroko, and Norimitsu Onishi. . The New York Times. 20 March 2011  [20 March 2011]. （原始内容存档于2020-11-11）.
41. ↑   (PDF).   [2011-04-12]. （原始内容 (PDF)存档于2011-05-01）.
42. ↑  . English.kyodonews.jp.   [23 March 2011]. （原始内容存档于2011年3月23日）.
43. ↑  Hogg, Chris Stop-start work at Japan reactors （页面存档备份，存于） BBC News Asia-Pacific, 22 March 2011, 15:44 GMT, retrieved 22 March 2011
44. ↑  Marin, Alex, "All reactors linked to outside power （页面存档备份，存于）", Japan Times, 23 March 2011, p. 1.
45. ↑  . TEPCO.   [26 March 2011]. （原始内容存档于2014-02-15）.
46. ↑  Coren, Anna "Bottled water scarce after Japan's tap water shown unsafe for infants （页面存档备份，存于）", CNN, 24 March 1248 HKT, retrieved 24 March 2011.
47. ↑  . Putzmeister Concrete Pumps GmbH. 2011-03-28  [2012-03-23]. （原始内容存档于2012-11-05）.
48. ↑  . TEPCO. 24 March 2011  [2011-04-02]. （原始内容存档于2012-07-23）.
49. ↑   (PDF). TEPCO. 24 March 2011  [2011-04-02]. （原始内容存档 (PDF)于2016-08-04）.
50. ↑  Martin, Alex. . Japan Times: 1. 25 March 2011  [2011-04-02]. （原始内容存档于2011-07-18）.
51. ↑  . Kyodo News. Japan.   [25 March 2011]. （原始内容存档于2011-05-17）.
52. ↑  . The New York Times.   [25 March 2011].
53. ↑  CNN Wire Staff. . CNN Wire. 24 March 2007  [27 March 2011]. （原始内容存档于2011-04-01）.
54. ↑  . NHK. 24 March 2011  [2011年4月2日]. （原始内容存档于2011年5月11日）. Reactor temperatures as of 24 March 2011:  No 1- 13, No 2- 13, No 3- 11, and No 4- 17 degrees
55. ↑  Go Onomitsu and Takashi Hirokawa. . Bloomberg.com. 25 March 2011  [25 March 2011]. （原始内容存档于2018-03-07）.
56. ↑  . Kyodo.   [25 March 2011].
57. ↑  . Kyodo News Network (Tokyo). 25 March 2011  [25 March 2011]. （原始内容存档于2011年3月27日）.
58. ↑  . NAVY.mil. 25 March 2011  [2011-04-02]. （原始内容存档于2011-06-06）.
59. ↑  . CNN. 25 March 2011  [2011-04-02]. （原始内容存档于2013-12-25）.
60. ↑  . CSMonitor.com.   [27 March 2011]. （原始内容存档于2021-01-28）.
61. ↑  . Tepco.co.jp.   [26 March 2011]. （原始内容存档于2018-11-16）.
62. ↑   (PDF).   [26 March 2011]. （原始内容存档 (PDF)于2016-03-04）.
63. ↑  "Water-laden U.S. barge heading for Fukushima," （页面存档备份，存于） Yomiuri Shimbun (Japan). 27 March 2011.
64. ↑  . Los Angeles Times. 27 March 2011  [2011-04-02]. （原始内容存档于2011-03-30）.
65. ↑  NAGATA, KAZUAKI. . Japan Times.   [27 March 2011]. （原始内容存档于2011-03-28）.
66. ↑  Nagata, Kazuaki, "Wild radiation spike in No. 2 proves false （页面存档备份，存于）", Japan Times, 28 March 2011, retrieved 28 March 2011.
67. ↑  This story was written by Staff Sgt. J.G. Buzanowski. . Af.mil.   [2011-03-29]. （原始内容存档于2012-07-16）.
68. ↑  . NHK (Japan Broadcasting Company). 27 March 2011  [27 March 2011]. （原始内容存档于2011年3月28日）.
69. 1 2  . NHK. 28 March 2011  [2011年4月2日]. （原始内容存档于2011年3月31日）.
70. ↑  Nagata, Kazuaki, and Kanako Takahara, "Radioactive water keeps workers out （页面存档备份，存于）", Japan Times, 29 March 2011, p. 1.
71. ↑  .   [2011-04-02]. （原始内容存档于2013-10-15）.
72. ↑   (PDF).   [2011-04-02]. （原始内容存档 (PDF)于2011-04-21）.
73. ↑  .   [2011-04-02]. （原始内容存档于2011-04-20）.
74. ↑  Matsutani, Minoru, "Plutonium traces point to core leak （页面存档备份，存于）", Japan Times, 30 March 2011, p. 1.
75. ↑  Sample, Ian. . London: The Guardian. 29 March 2011  [30 March 2011]. （原始内容存档于2013-06-30）.
76. ↑  .   [2011-04-02]. （原始内容存档于2011-04-02）.
77. ↑  Takahara, Kanako, and Kazuaki Nagata, "High radiation found outside no-go zone （页面存档备份，存于）", Japan Times, 1 April 2011, p. 1.
78. ↑  Asahi Shimbun, "Radiation fallout from Fukushima plant will take months to stop", 1 April 2011.
79. ↑  .   [2011-04-05]. （原始内容存档于2011-07-20）.
80. 1 2  .   [2011-04-05]. （原始内容存档于2012-07-23）.
81. ↑  .   [2011年4月5日]. （原始内容存档于2011年3月23日）.
82. ↑  .   [2011-04-06]. （原始内容存档于2011-04-04）.
83. ↑  .   [2011-04-04]. （原始内容存档于2011-04-04）.
84. ↑  .   [3 April 2011]. （原始内容存档于2020-10-26）.
85. ↑  .   [2011-04-06]. （原始内容存档于2011-05-24）.
86. ↑  Takahara, Kanako, "Two missing Tepco workers found dead （页面存档备份，存于）", Japan Times, 4 April 2011, p. 1.
87. ↑  NHK, Radiation levels gradually decreasing, 3 April 2011.
88. ↑  Takahara, Kanako, "Tepco dumps toxic water into sea Archive.today的存檔，存档日期2012-07-18", Japan Times, 5 April 2011, p. 1.
89. 1 2  Hall, Kenji and Makinen, Julie, "Japan nuclear plant operator reports some success on leak （页面存档备份，存于）", "Los Angeles Times", 5 April 2011.
90. ↑  . TEPCO.   [7 April 2011]. （原始内容存档于2011-04-24）.
91. ↑  NHK, "Radioactive water leak at Fukushima plant stops", 6 April 2011.
92. ↑  "Out flow of fluid containing radioactive materials to the ocean from areas near intake channel of Fukushima Daiichi Nuclear Power Station Unit 2," （页面存档备份，存于） TEPCO Press Release. 6 April 2011, retrieved 2011-04-08.
93. 1 2  Japan nuclear plant operator reports some success on leak （页面存档备份，存于）, Los Angeles Times.
94. ↑  .   [2011-04-16]. （原始内容存档于2011-09-07）.
95. ↑  . TEPCO.   [7 April 2011]. （原始内容存档于2011-04-12）.
96. ↑  . TEPCO.   [7 April 2011]. （原始内容存档于2018-11-16）.
97. ↑  有線電視新聞網網頁 Fresh aftershock in Japan rouses fear, kills 2 （页面存档备份，存于）
98. ↑  . TEPCO.   [8 April 2011]. （原始内容存档于2011年4月8日）.
99. ↑  . TEPCO.   [8 April 2011]. （原始内容存档于2011年4月10日）.
100. 1 2  "World's Largest Concrete Boom Pumps En Route To Japan To Help Cool Nuclear Reactors", （页面存档备份，存于） The Street (US). April 9, 2011, retrieved 2011-04-11.
101. ↑  "TEPCO won't take Chernobyl approach to resolving nuclear power plant crisis," Mainichi Shimbun (Japan). 8 April 2011, retrieved 2011-04-11.
102. ↑  . Kyodo News.   [11 April 2011]. （原始内容存档于2011年4月12日）.
103. ↑   (PDF).   [2011-04-12]. （原始内容存档 (PDF)于2012-06-18）.
104. ↑  . IAEA. 12 April 2011  [2011-04-13]. （原始内容存档于2014-09-05）.
105. ↑  Tran, Mark. . UK: The Guardian. 12 April 2011  [2011-04-13]. （原始内容存档于2013-04-19）.
106. ↑  . The Japan Times.   [April 17, 2011]. （原始内容存档于2011-09-03）.
107. ↑  .   [2011-04-21]. （原始内容存档于2011-05-17）.
108. ↑   (PDF). TEPCO.   [18 April 2011]. （原始内容 (PDF)存档于2011-04-28）.
109. ↑  日本放送協會, "13.html Transfer of highly contaminated water begins[永久]", 19 April 2011.
110. ↑  .   [2013-09-06]. （原始内容存档于2014-04-17）.
111. ↑  .   [2013-09-06]. （原始内容存档于2013-12-02）.
112. ↑  . Reuters. 20 August 2013  [21 August 2013]. （原始内容存档于2014-04-29）.
113. ↑  . BBC. 21 August 2013  [21 August 2013]. （原始内容存档于2014-04-29）.
114. ↑  . CNTV.   [2013-08-25]. （原始内容存档于2021-01-05）.
115. ↑  Takashi Hirokawa, Jacob Adelman, Peter Langan and Yuji Okada. . Businessweek (Bloomberg). 26 August 2013  [27 August 2013]. （原始内容存档于2013-09-30）.
116. ↑  . 世界新聞網. 2013-09-04  [2013-09-06]. （原始内容存档于2013-09-06）.
117. ↑  安倍視察福島 廢2核反應爐 （页面存档备份，存于）世界新聞網
118. ↑  .   [2013-11-22]. （原始内容存档于2021-01-05）.